# Aznavour (film)
Aznavour (v originále Monsieur Aznavour) je francouzský životopisný dramatický film z roku 2024, který režírovali Grand Corps Malade a Mehdi Idir podle vlastního scénáře. Film zachycuje vzestup zpěváka Charlese Aznavoura od 50. let 20. století. Snímek měl světovou premiéru dne 6. září 2024.

## Obsazení
| Tahar Rahim          | Charles Aznavour         |
| Camille Moutawakil   | Aïda Aznavour            |
| Gulia Avetisyan      | Mélinée Manouchian       |
| Bastien Bouillon     | Pierre Roche             |
| Marie-Julie Baup     | Édith Piaf               |
| Lionel Cecilio       | Gilbert Bécaud           |
| Victor Meutelet      | Johnny Hallyday          |
| Hovnatan Avédikian   | Misha Aznavourian        |
| Charlotte Agrès      | Joséphine                |
| Petra Silander       | Ulla Thorsell            |
| Sharon Mann          | zpěvák                   |
| Rupert Wynne-James   | Frank Sinatra            |
| Tiffany Hofstetter   | Kimberly                 |
| Elisabeth Duda       | Jeanne                   |
| Anaïs Spinelli-Herry | Michèle Mercier          |
| Tigran Mekhitarian   | Missak Manouchian        |
| Roxane Barazzuol     | Seda Aznavour jako mladá |
| Annie Mercier        | provozovatelka kabaretu  |

## Ocenění
- César: nominace v kategoriích nejlepší herec (Tahar Rahim), nejlepší kostýmy (Isabelle Mathieu), nejlepší výprava (Stéphane Rozenbaum), nejlepší vizuální efekty (Stéphane Dittoo)